# دنیس فاخاردو
دنیس فاخاردو (اسپانیایی: Denisse Fajardo‎؛ زادهٔ ۱ ژوئیهٔ ۱۹۶۴) بازیکن والیبال زن اهل پرو بود.